# Harald Vollmar
Harald Vollmar (* 24. April 1947 in Bad Frankenhausen, Kyffhäuserkreis) ist ein ehemaliger deutscher Sportschütze und Trainer.

## Sportkarriere
Harald Vollmar nahm von 1968 bis 1980 viermal an Olympischen Spielen in der Disziplin Freie Pistole für die Mannschaft der DDR teil und gewann zweimal die Silbermedaille und einmal Bronze. Während dieser Zeit war er Mitglied im Klub für Sportschießen der GST in Leipzig und wurde zusammen mit dem Olympiasieger von Montreal 1976, Uwe Potteck, von Heinz Joseph trainiert und absolvierte gleichzeitig eine Ausbildung zum Diplom-Sportlehrer.
Nach den Olympischen Spielen 1980 von Moskau trat Vollmar vom aktiven Wettkampfsport zurück und wurde DDR-Verbandstrainer. 1984 ging er in seine Heimatstadt Bad Frankenhausen zurück, um seine kranke Mutter zu pflegen.
Vollmar versuchte 1988, sich noch einmal für die Olympischen Spiele zu qualifizieren, doch die Verantwortlichen im DDR-Verband konnten ihm dies ausreden. Stattdessen übernahm er eine Funktion im Weltverband ISSF.
Nach der Wende ging Harald Vollmar als Trainer in die Schweiz. Als Trainer hatte er immer wieder ein gutes Händchen und entsprechende Menschenkenntnis, um die Schützen zu motivieren. So trainierte er Doris Burkhard und Markus Weber, die unter seiner Anleitung persönliche Bestleistungen erreichten.

### Olympische Spiele

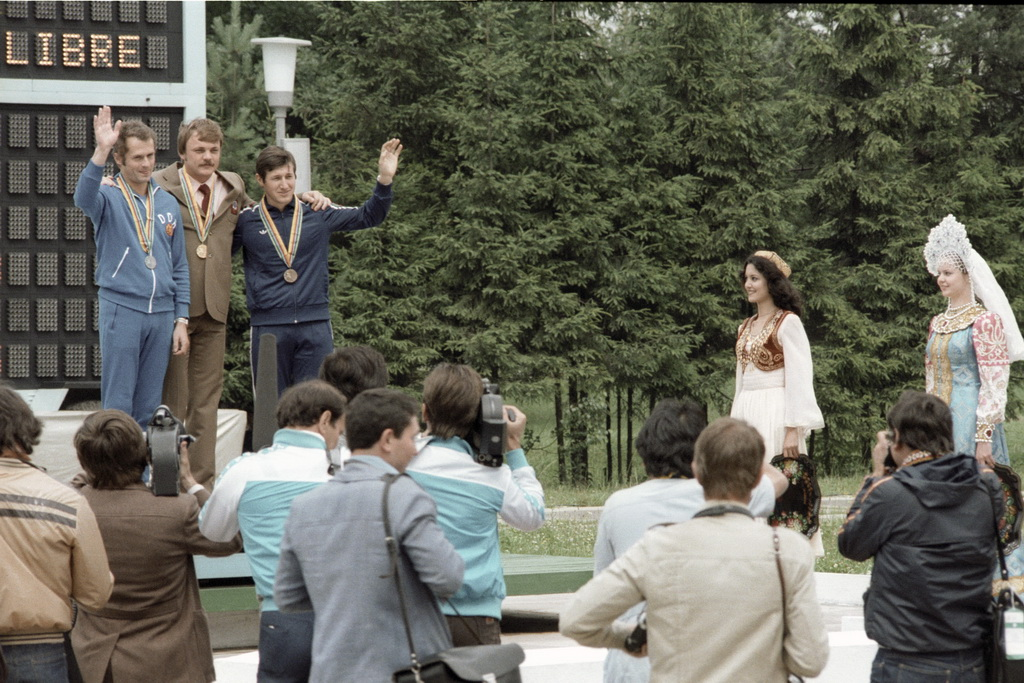
Vollmar (links) bei der Siegerehrung Olympische Sommerspiele 1980 in Moskau

## Internationale Erfolge

### Weltmeisterschaften
- 1970  Weltmeister Freie Pistole

### Europameisterschaften
- 1975 Europameister Freie Pistole
- 1977 Europameister Luftpistole

Harald Vollmar hält mit 581 Ringen den aktuellen deutschen Rekord mit der Freien Pistole. Er stellte ihn 1979 in Suhl auf. Normalerweise wäre dies Weltrekord gewesen, doch Weltrekorde werden nur bei Weltmeisterschaften oder Olympischen Spielen anerkannt. Ein Jahr später schoss Alexander Melentjew (Sowjetunion) bei den Olympischen Spielen in Moskau ebenfalls 581 Ringe und wurde der neue Weltrekordhalter.

## Auszeichnungen
- 1968: Verdienter Meister des Sports[1]
- 1969: Ernst-Schneller-Medaille in Gold[1]
- 1971: Vaterländischer Verdienstorden der DDR in Bronze[2][1]
- 1972: Meister des Sports der DDR[1]
- 1975: Ehrennadel des DSV der DDR in Gold[1]
- 1976: Vaterländischer Verdienstorden der DDR in Bronze[3][1]
- 1980: Vaterländischer Verdienstorden der DDR in Gold[4][1]